# John McCormack (boxe anglaise)
Pour les articles homonymes, voir John McCormack et McCormack.
John McCormack est un boxeur britannique né le 9 janvier 1935 à Glasgow, et mort le 23 mai 2014 à Paisley.

## Carrière
Il participe aux Jeux olympiques d'été de 1956 en combattant dans la catégorie des poids super-welters et remporte la médaille de bronze. Passé professionnel l'année suivante, il devient champion d'Angleterre puis champion d'Europe (EBU) des poids moyens en 1959 et 1961.

### Parcours auxJeux olympiques
Jeux olympiques d'été de 1956 à Melbourne (poids super-welters) :
- Bat Alexander Webster (Afrique du Sud) aux points
- Bat Ulrich Kienast (Allemagne) par KO au 3e round
- Perd contre José Torres (États-Unis) aux points